# Leucocytose digestive
 (mai 2013).
La leucocytose digestive ou leucocytose alimentaire (voir aussi hyperlymphocytose et leucocytose) est une augmentation des globules blancs dans le sang, l'urine et la lymphe après l'ingestion de nourriture.

## Historique
En 1846, Donders observe le premier une augmentation du nombre des leucocytes du sang après un repas. En 1859, Virchow estime que c'est un phénomène physiologique normal.
Duperie (1881) et Schneyer (1894) recherchent une corrélation avec le cancer. Selon eux, la leucocytose digestive serait présente dans les ulcères et absente dans les cancers de l'estomac mais il serait difficile d'attribuer à ce symptôme une valeur de diagnostic quelconque.
En 1899, Cabot et Rieder, Von Jaksch, Ascoli essayent de quantifier la leucocytose digestive et montrent qu'elle est en rapport avec l'abondance du repas, de la digestion et des albuminoïdes.
Selon Hofmeister et Pohl, les leucocytes augmentent dans les veines mésentériques après un repas riche en albuminoïdes, ils joueraient un rôle dans l'assimilation des peptones.
Pour Nicolas et Clot en 1905, la leucocytose ne s'observe pas pendant le jeûne aux heures des périodes digestives habituelles et varie suivant les animaux et le genre d'alimentation, la splénectomie ne modifie pas la leucocytose digestive chez le chien.
En 1909, Fiessinger et Marie trouvent que la leucocytose débute 1 h après le repas et atteint un maximum après 3-4 h, elle est formée par des granulocytes, et elle varie suivant l’alimentation. Les leucocytes protéolysants digèrent les albumines et augmentent le pouvoir digestif chez les carnivores, chez certains singes mais apparemment pas chez les rongeurs (lapins, souris), ni chez le cheval et les oiseaux. L'albumine du lait de vache, hétérogène, demande plus de travail digestif que l'albumine de lait maternel, plus homogène. Par ailleurs l'addition d'eau au lait de vache réduit la leucocytose. La leucocytose digestive, donc l'apport de globules blancs, rendrait assimilables les albuminoïdes et aiderait les sucs gastrique et pancréatique à la digestion.
En 1912, Brodin et Saint-Girons trouvent que la leucocytose digestive est peu marquée avec un régime végétarien mais intense avec une alimentation carnée.
Chez le chien, pour la leucocytose digestive après l'ingestion de viande crue et de viande cuite, on constate une différence considérable dans ces deux circonstances. Le travail digestif étant le même pour les deux, la leucocytose serait conséquence de la présence des albumines hétérogènes.
En 1920, la leucocytose serait similaire pour les nourrissons allaités au sein ou au biberon avec comme seule différence une durée raccourcie pour ces premiers.
En 1921, la leucocytose digestive chez le nourrisson varie en fonction des enfants, de la dose de lait, du lait au sein ou au biberon, et il serait plus difficile de l’évaluer chez l'enfant que chez l'adulte. Les variations de courbes suivant la quantité de lait au biberon ingérée (doses de 15, 25 et 50, 100, 160 grammes) dans le temps oscillent entre leucocytose et leucopénie et il est difficile d'en tirer des conclusions, les enfants nourris au sein n'auraient pas le symptôme de leucocytose. Plus l'enfant est malade, moins la dose de lait est nécessaire pour provoquer la leucocytose. Le foie de l'enfant (fonction protéopexique) est plus fragile que l'adulte, l'ingestion de peptone ou de sucre au lait fait baisser la leucocytose. Le lait maternel est mieux supporté que l'albumine hétérogène du lait de vache.
En 1932, la plaquettose digestive serait régulière à l’opposée de la leucocytose digestive très irrégulière. En 1937, Kouchakoff pose la théorie de la dénaturation de l'alimentation par la cuisson entraînant une réaction immunitaire.
Le Dr Edward Howell publie en 1946 The Status of Food Enzymes in Digestion and Metabolism et postule la loi de la sécrétion adaptative des enzymes digestives. Les enzymes présents dans les aliments crus participeraient à la digestion et donc soulageraient les sécrétions enzymatiques du corps (la salive et les jus pancréatiques). Il montre un lien entre l'appauvrissement enzymatique de l'alimentation industrielle et les maladies chroniques, ainsi que la diminution de la taille du pancréas et l’inactivité salivaire en corrélation avec un régime cru, une corrélation entre déficience en enzymes et augmentation de l’activité bactérienne facilitant l'infection, et dit que les globules blancs seraient porteurs d'une très forte activité enzymatique et de la plus grande diversité enzymatique dans le corps et notamment au niveau du pancréas, et que le système lymphatique transporterait donc cette activité enzymatique. Il note aussi une augmentation des enzymes dans le sang et l'urine lors de la leucocytose digestive,.

## Alimentation cuite vs. alimentation crue
Selon Paul Kouchakoff, l'alimentation crue n’entraînerait pas de leucocytose digestive alors qu'une alimentation cuite ou ayant subi un traitement industriel entraînerait une réponse immunitaire.
En 1937, Paul Kouchakoff affirme que la leucocytose digestive est un phénomène pathologique et détermine de nouvelles lois de l'alimentation. Il affirme que la réponse immunitaire se déclencherait en mangeant des aliments cuits (par la chaleur et/ou la pression), mais pas les aliments crus (pomme, eau, légumes, céréales, fruits, miel, lait cru, œuf frais, viande crue). Le vin, le sucre, le vinaigre et les produits industriels ou transformés déclencheraient aussi une leucocytose digestive. Cette réaction immunitaire se produirait 3 à 5 minutes après l'ingestion quand l'aliment atteint la paroi stomacale mais pas pendant la mastication. Chaque aliment aurait une température critique de cuisson (entre 85 °C et 99 °C) ; certaines combinaisons pourraient éviter la leucocytose, ainsi que certains modes de préparation tels le séchage, le salage ou le caillage du lait. Arvanian aurait par ailleurs établi (résultat confirmé par Kouchakoff) qu'un aliment cuit soumis à l’oxygène ne déclencherait plus ce phénomène.
Paul Kouchakoff conclut son article par des conseils pratiques (pages 323 à 325). Il affirme que des améliorations de maladies chroniques (entérites, entérocolites, eczémas, psoriasis) lui ont été rapportées par des patients ayant adopté ces recommandations en France, en Suisse et en Angleterre.